# Otso Rantakari
Otso Rantakari, född 19 november 1993 i Helsingfors, är en finländsk professionell ishockeyspelare som spelar för Tappara i finska Liiga. Hans moderklubb är Jokerit.